# The Forever Sessions Vol. 1
The Forever Sessions Vol. 1 è la prima raccolta della band pop punk statunitense All Time Low. È uscita il 23 agosto 2024 e presenta nove tracce appartenenti ai precedenti EP ed album Put Up or Shut Up, So Wrong, It's Right, Nothing Personal.
Il 12 settembre è uscito un videoclip ufficiale per la traccia Remembering Sunday (ATL's Version), insieme a Lindsey Stirling e Lisa Gaskarth.

## Tracce
1. Dear Maria, Count Me In (ATL's Version) – 3:07 (Alex Gaskarth, Jack Barakat, Rian Dawson, Zachary Merrick)
2. Coffee Shop Soundtrack (ATL's Version) – 2:56 (Alex Gaskarth, Jack Barakat, Rian Dawson, Zachary Merrick)
3. Damned If I Do Ya, Damned If I Don't (ATL's Version) – 3:05 (Alex Gaskarth, Jack Barakat, Rian Dawson, Zachary Merrick)
4. Six Feet Under the Stars (ATL's Version) – 3:35 (Alex Gaskarth, Jack Barakat, Rian Dawson, Zachary Merrick)
5. Weightless (ATL's Version) – 3:22 (Alex Gaskarth, Jack Barakat, Matt Squire, Rian Dawson, Zachary Merrick)
6. Poppin' Champagne (ATL's Version) – 3:15 (Alex Gaskarth, Jack Barakat, Rian Dawson, Zachary Merrick)
7. Jasey Rae (ATL's Version) – 3:42 (Alex Gaskarth, Jack Barakat, Rian Dawson, Zachary Merrick)
8. Lost in Stereo (ATL's Version) – 3:32 (Alex Gaskarth, Dave Katz, Jack Barakat, Rian Dawson, Sam Hollander, Zachary Merrick)
9. Remembering Sunday (feat. Lindsey Stirling e Lisa Gaskarth) (ATL's Version) – 4:16 (Alex Gaskarth, Jack Barakat, Rian Dawson, Zachary Merrick)

Durata totale: 30:50
Traccia bonus (vinile)
1. Therapy (ATL's Version)

## Formazione
All Time Low
- Alex Gaskarth − voce solista, chitarre
- Jack Barakat − chitarra solista, cori
- Zack Merrick − basso, cori
- Rian Dawson − batteria, percussioni

Musicisti aggiuntivi
- Lindsey Stirling − violino (traccia 9)
- Lisa Gaskarth − voce (traccia 9)

Produzione
- Dan Swank − produzione
- Alex Gaskarth − produzione
- Ted Jensen − ingegnere del mastering
- Matt Huber − ingegnere del mixing